# 우라시마 케이타로
우라시마 케이타로(浦島 景太郎)는 《러브히나》의 주인공으로, 한국어 더빙판 이름은 케이. 성우는 우에다 유지 / 엄상현.

## 개요
동경대를 지망하는 2수생. 성적은 낮으나 매번 동경대만 지원하다 2수생이 되었다. 동경대를 지원하는 이유는 어릴 적 히나타여관에서 여자아이와 한 약속을 지키기 위해서라고 한다. 세월이 흘러, 히나타장의 기숙사 관리인이 되어 들어오나 순진하고 무른 성격에 언제나 곤란에 처한다. 특히, 본의는 아니나 언제나 나루가 옷 갈아입는 장면이나 목욕하는 장면을 보게 되어, 나루 본인에게 맞거나 모토코에게 맞아 날아간다. '불사신'으로 취급된다.